# Мисливиці
«Мисливиці» (англ. The Buccaneers) — це історичний драматичний телесеріал, створений Кетрін Джейквейс за мотивами незакінченого однойменного роману американської письменниці Едіт Вортон, опублікованого посмертно в 1938 році. Події серіалу розгортаються в 1870-х роках, у Позолочену добу, і розповідає про п'ятьох заможних та амбітних американок та їхній досвід у лондонському вищому суспільстві, де вони стикаються з культурними зіткненнями, різними підходами до традицій, дружби та кохання. У серіалі знімається акторський ансамбль на чолі з Крістін Фросет, Алішою Бое, Обрі Ібраг, Джозі Тотах та Імоджен Вотерхаус. Також у ролях Метью Брум, Джош Ділан, Барні Фішвік, Гай Реммерс, Міа Тріплтон та Крістіна Гендрікс.
Прем'єра першого сезону відбулася 8 листопада 2023 року на Apple TV+ і отримала позитивні відгуки критиків. Прем'єра другого сезону відбулася 18 червня 2025 року.

## Сюжет
У 1870-х роках «Мисливиці» — це п'ять амбітних молодих жінок і дочок американських нуворишів — Нен і Джинні Сент-Джордж, Кончіта Клоссон, а також Ліззі та Мейбл Елмсворт. Після весілля Кончіти з лордом Річардом Марблем жінок запрошують до Лондона в розпал дебютантського сезону в надії забезпечити собі чоловіків та титули. Ексцентрична та екстравертна натура жінок контрастує з англійським вищим суспільством та багатовіковими традиціями, оскільки вони долають культурні зіткнення та суворі соціальні норми, одночасно маючи справу з міжособистісними стосунками та потенційними залицяльниками.

## У ролях

### Головні
- Крістін Фросет у ролі Аннабель «Нан» Сент-Джордж, американки в Англії
- Аліша Бо в ролі Кончіти Клоссон, подруги Аннабель, американки, яка пристосовується до життя серед британської аристократії
- Метью Брум у ролі Гая Тварта, мандрівника світом, найкращого друга Теодора, який перебуває у скандальних стосунках з Аннабель
- Джош Ділан у ролі лорда Річарда Марбле, чоловіка Кончіти, сина лорда Брайтлінгсі, має перевагу до американського суспільства, незважаючи на бажання своєї родини (сезони 1–2)
- Барні Фішвік у ролі лорда Джеймса Сідауна, власницького молодого чоловіка, який встановлює контрольні стосунки з Вірджинією
- Обрі Ібраг у ролі Елізабет «Ліззі» Елмсворт, старшої сестри Мейбл, згодом нареченої Гектора Робінсона; закохується в Тео
- Гай Реммерс у ролі Теодора, герцога Тінтагеля, нареченого Аннабель у 1 сезоні та її чоловіка у 2 сезоні. Пізніше він закохується в Ліззі
- Міа Тріплтон у ролі Онорії Марбле, сестри Річарда Марбле, яка має таємні лесбійські стосунки з Мейбл
- Джозі Тота в ролі Мейбл Елмсворт, молодшої сестри Елізабет, яка таємно зустрічається з Онорією
- Імоджен Вотерхаус у ролі Вірджинії «Джинні» Сент-Джордж, старшої сестри Аннабель, дружини Джеймса Сідауна
- Крістіна Гендрікс у ролі Патрісії «Петті» Сент-Джордж, матері Аннабель та Вірджинії, одруженої з Трейсі Сент-Джордж
- Лейтон Містер у ролі Нелл, молодшої сестри Патрісії (2 сезон), таємної біологічної матері Аннабель
- Сімона Кірбі в ролі Лори Тестваллі
- Амелія Буллмор — вдова герцогиня Тінтагельська, мати Тео, яка дуже цінує Аннабель
- Фенелла Вулгар — леді Брайтлінгсі, мати-матріарх Річарда та ефективна керівниця маєтку Брайтлінгсі
- Ентоні Калф у ролі лорда Брайтлінгсі, хворого патріарха британського маєтку (1 сезон)
- Адам Джеймс — полковник Трейсі Сент-Джордж, батько Аннабель та Вірджинії, чоловік Патрісії
- Джейкоб Іфан у ролі Гектора Робінсона (2 сезон), члена парламенту, зарученого з Елізабет

### Другорядні
- Шобхіт Піаса в ролі Майлза Доунлі
- Франческа Корні в ролі Джин Хоуплі
- Грег Вайз у ролі Ріда Робінсона (2 сезон), давнього коханого герцогині-вдови Тінтагельської
- Марія Алмейда в ролі Кори Мерріган (2 сезон)
- Грейс Амброуз у ролі Паломи Баллардіно (2 сезон)

### Гостьва
- Ділан Малвані в ролі міс Блумінгдейл

## Епізоди

### Огляд серій
| Сезон | Епізоди | Епізоди | Оригінальний показ | Оригінальний показ |
| Сезон | Епізоди | Епізоди | Перший показ       | Останній показ     |
| ----- | ------- | ------- | ------------------ | ------------------ |
| 1     | 8       | 8       | 8 листопада 2023   | 13 грудня 2023     |
| 2     | 8       | 8       | 18 червня 2025     | 6 серпня 2025      |

### Сезон 1 (2023)
| № серії (загалом) | № серії (в сезоні) | Назва серії                                | Режисер(и)     | Сценарист(и)                        | Оригінальна дата показу |
| --- | ------------------ | ------------------------------------------ | -------------- | ----------------------------------- | ----------------------- |
| 1 | 1                  | «Американська отрута» «American Poison»    | Сюзанна Вайт   | Кетрін Джейквейс                    | 8 листопада 2023 року   |
| Натхненні бурхливим шлюбом своєї подруги Кончіти з лордом Річардом Марблем, доньки американських нуворишів з родин Сент-Джордж та Елмсворт відправляються до Англії шукати собі чоловіків. Джинні Сент-Джордж та Ліззі Елмсворт входять у лондонське суспільство як дебютантки . Обидві відчувають потяг до молодшого брата Річарда, Джеймса, навіть попри те, що родина Річарда дивиться на них зверхньо. Нестандартні манери сестри Джинні, Нен, привертають увагу холостяка, Гая Тварта. Джинні випадково зізнається Нен, що остання таємно незаконнонароджена, і Нен відправляють у подорож Корнуоллом, щоб не заважати шлюбним прагненням Джинні. Під час купання в морі Нен зустрічає Тео, герцога, який шукає дружину і якому байдуже до його статусу. |                    |                                            |                |                                     |                         |
| 2 | 2                  | «Жінки чи дружини» «Women or Wives»        | Сюзанна Вайт   | Кетрін Джейквейс                    | 8 листопада 2023 року   |
| Кончіта влаштовує домашню вечірку в Раннімеді , на якій присутні вона та друзі Річарда. Джеймс відштовхує Джинні та танцює з Ліззі. Граючи в сардинки, Мейбл мало не цілує Онорію. Джеймс змушує принижену Ліззі роздягнутися перед ним догола. Кончіта підслуховує, як Річард каже, що вона ніколи не впишеться в колектив, і йде. Нен зізнається Гаю про своє походження, який іде. Приходить Тео та робить пропозицію Нен. |                    |                                            |                |                                     |                         |
| 3 | 3                  | «Ідеальна герцогиня» «The Perfect Duchess» | Ричард Сеньор  | Кетрін Джейквейс                    | 8 листопада 2023 року   |
| Поки Нен обмірковує пропозицію Тео, його мати влаштовує приватний бал у Тінтагелі. Нен зближується з Тео та знайомиться з герцогинею-вдовою , але її турбує приїзд Гая, який виявляється найближчим другом Тео. Тим часом Джинні та Джеймс втекли. Нен танцює з Тео на балу, але захід перериває Кончіта, яка вибігає під дощ. Річард знаходить її, і вони миряться; Мейбл та Онорія цілуються. Гай запевняє Нен, що він приховуватиме від Тео її незаконне походження. Наступного ранку Нен каже Тео, що готова вийти за нього заміж, але спочатку повинна повернутися до Нью-Йорка; він просить дозволу поїхати з нею. |                    |                                            |                |                                     |                         |
| 4 | 4                  | «Повернення додому» «Homecoming»           | Ричард Сеньор  | Кетрін Шеферд                       | 15 листопада 2023 року  |
| Дівчата прибувають до Нью-Йорка, де Патрісія Сент-Джордж влаштовує пишну вечірку, щоб відсвяткувати успішні залицяння своїх дочок, але Нен відхиляє її та заявляє про свій намір розповісти Тео правду. Нен безуспішно просить у батька інформацію. Тим часом Гай п'яний надсилає Нен телеграму, в якій зізнається у коханні, яку читає Тео. Лавінія Елмсворт застає Мейбл, яка цілується зі служницею; Кончіта хвилюється, що їм з Річардом не вдасться втекти з Брайтлінгсі. Нен мириться з Патрісією, яка запевняє її, що вона її дочка. Тео просить Нен швидкого шлюбу. Патрісія каже чоловікові, що їхньому шлюбу кінець. |                    |                                            |                |                                     |                         |
| 5 | 5                  | «Невдала зрада» «Failed Betrayal»          | Ричард Сеньор  | Роанн Бардслі та Емма Джейн Ансворт | 22 листопада 2023 року  |
| Намагаючись приховати брак коштів у своєї родини, Гай влаштовує святкування Ночі Вогнищ у своєму маєтку. Тео запрошує Джин, сподіваючись домовитися про сварку між нею та Гаєм. Групі доручають знайти смолоскип у лабіринті з живоплоту, під час якого Нен дізнається про телеграму Гая, а Джинні та Ліззі відновлюють свою дружбу. Мейбл та Онорія сплять разом. Кончіта, яка тепер живе окремо від Річарда, допомагає Нен зрозуміти, що вона насправді закохана в Гая. Тео протистоїть Гаю під час гри в покер з Нен, хоча Тео мириться з Нен та Гаєм біля багаття. Мейбл також знущається з Онорії. |                    |                                            |                |                                     |                         |
| 6 | 6                  | «Це Різдво» «It's Christmas»               | Шарлотта Ріган | Анна-Марія Ссемуяба                 | 29 листопада 2023 року  |
| Група проводить Різдво з Тінтагелями. Гай, який зараз залицяється до Джин, невпевнено мириться з Нен та її майбутнім шлюбом. Ліззі зізнається Джинні у змученнях Джеймса, яка відкидає думку про те, що Джеймс є жорстоким; Джинні також визнає Джеймсу незаконність Нен. Мейбл вирішує укласти шлюб за розрахунком з Майлзом, щоб вони з Ліззі могли залишитися в Англії. Бачачи, як щасливі Кончіта та Річард разом, місіс Тестваллі залишає їхню службу. Джеймс розповідає герцогині-вдові про народження Нен, а Нен таємно зізнається Гаю у своєму полегшенні після закінчення заручин. Вона публічно визнає свою незаконність на різдвяному обіді, де Тео зізнається у своєму коханні та намірі одружитися з нею. |                    |                                            |                |                                     |                         |
| 7 | 7                  | «Перша опора» «First Footing»              | Шарлотта Ріган | Роанн Бардслі                       | 6 грудня 2023 року      |
| Група відвідує новорічну вечірку, що влаштовується в маєтку Брайтлінгсі, де Нен почувається вигнаною іншими гостями через свою незаконнонародженість. Прибувають батьки Нен та Джинні, і Петті дорікає Джинні за те, що вона розкрила таємницю Нен. Пізніше вона повідомляє чоловікові, що розлучиться з ним після весілля Нен. Гай та Нен проводять час на даху, а коли вони повертаються вниз, Тео зізнається, що знав про телеграму, що призводить до сварки між ним та Гаєм. Гай зізнається Нен, що Тео знав про телеграму, але приховав її від них, і Тео змушує Гая прочитати телеграму. Нен дорікає Тео за те, що він знав про її матір і нічого не сказав, і тікає. Тим часом Ліззі публічно соромиться Джеймса та засуджує Джинні за їхню поведінку. Джинні, таємно вагітна, намагається покинути вечірку, але повертається до Джеймса. Онорія непомітно ділиться з Річардом своїми знаннями про його роман з леді Тестваллі, перш ніж нагадати йому, як він щасливий з Кончітою. Його мати зізнається, що знала про їхній роман, і Річарда пізніше втішає Кончіта. Гай і Тео загладжують свою провину, перш ніж попрощатися. Нен розмовляє з Гаєм, і він знову підтверджує своє кохання до неї, але також зізнається, що попросив леді Гоуплі вийти за нього заміж, додатково пояснюючи, що їм обом потрібно рухатися далі.                                                                  |                    |                                            |                |                                     |                         |
| 8 | 8                  | «Весілля сезону» «Wedding of the Season»   | Шарлотта Ріган | Кетрін Джейквейс                    | 13 грудня 2023 року     |
| За день до весілля Тео дає Нен останній шанс змінити свою думку до наступного ранку. На церемонії Нен відкидає Джинні, і Річард протистоїть своїй матері, оголошуючи про свій намір розірвати зв'язки та переїхати з нею до США. Кончіта зізнається йому, що інвестиції її батька провалилися, і сім'я втратила свої гроші, але Річард дотримується свого рішення. Джинні непритомніє, піднімаючись сходами, а Майлз зізнається Джеймсу, що вона вагітна, що призводить до того, що він побиває Джинні. Петті підтверджує Трейсі, що розлучиться з ним, враховуючи, що Нен незабаром стане герцогинею. Мейбл ставить під сумнів її заручини з Майлзом і пізніше зізнається Ліззі, яка приймає її. Гай піднімається до кімнати Нен і зізнається, що розірвав свої заручини з леді Хоуплі; вони оголошують своє кохання та займаються сексом. Джинні розповідає їм про знущання з боку Джеймса та свою вагітність, і трійця намагається втекти, маючи намір вирушити до Південної Америки, але Джеймс знаходить їх і повертається з Джинні. Наступного ранку Мейбл розриває заручини з Майлзом і зізнається в коханні до Онорії. Біля каплиці група затягує церемонію, щоб допомогти Джинні втекти з Гаєм. Нен виходить заміж за Тео, з відома герцогині-вдови, щоб вона змогла захистити Джинні та Гая від Джеймса своїм статусом. Надворі Трейсі розповідає Петті, що біологічна мати Нен повернулася. |                    |                                            |                |                                     |                         |

### 2 сезон (2025)
| № серії (загалом) | № серії (в сезоні) | Назва серії                                                  | Режисер(и)                           | Сценарист(и)     | Оригінальна дата показу |
| --- | ------------------ | ------------------------------------------------------------ | ------------------------------------ | ---------------- | ----------------------- |
| 9 | 1                  | «Герцогиня Тінтагель» «The Duchess of Tintagel»              | Вільям Макгрегор та Рейчел Лейтерман | Кетрін Джейквейс | 18 червня 2025 року     |
| Біологічною матір'ю Нен виявляється молодша сестра Патті, Нелл. Нен тікає з прийому, розгублена та засмучена тим, що вона накоїла, а Нелл втішає її, але продовжує вдавати, що вона лише її та Джинні тітка. Пізніше Патті та Нелл вступають у гарячу суперечку щодо свого минулого, і Патті знову підтверджує свій план покинути Трейсі. Ліззі привертає увагу члена парламенту на прийомі, що помічає Тео. Мейбл та Онорія визнають, що спільне життя їм обом незвичне, але вони зберігають свої зобов'язання. Зі здоров'ям лорда Брайтлінгсі погіршується, і Дік та Кончіта змушені залишитися в Англії, і Кончіта шукає способи повернути частину втраченого статку родини, на жаль Брайтлінгсі. Нен намагається переконати вдову-мати щодо її змішаних почуттів щодо шлюбу з Тео, але їй кажуть зберігати стоїчність та гідність. Пізніше Джеймс розпитує Нен про місцезнаходження Джинні, і вона зізнається, що не знає про місцезнаходження своєї сестри. Петті та Нелл миряться та разом вирушають до Америки. В Італії Джинні та Гай прибувають у віддалене приморське село, маскуючись під чоловіка та дружину. На балу «Чорно-біле» Нен дебютує як нова герцогиня Тінтагель, порушуючи традиції, одягнувши приголомшливу червону сукню. |                    |                                                              |                                      |                  |                         |
| 10 | 2                  | «Святий Грааль» «Holy Grail»                                 | Чарлі Мантон                         | Кетрін Джейквейс | 25 червня 2025 року     |
| 11 | 3                  | «Витягни її» «Get Her Out»                                   | Чарлі Мантон                         | Роанн Бардслі    | 2 липня 2025 року       |
| 12 | 4                  | «Морозиво» «Ice Cream»                                       | Вільям Макгрегор                     | Джорджія Крістоу | 9 липня 2025 року       |
| 13 | 5                  | «Ціле кохання» «A Whole Love»                                | Рейчел Лейтерман                     | Ава Пікетт       | 16 липня 2025 року      |
| 14 | 6                  | «Кожен шматочок мого серця» «Every Single Piece of My Heart» | Рейчел Лейтерман                     | Дана Файнару     | 23 липня 2025 року      |
| 15 | 7                  | «Всі встають» «All Rise»                                     | Дженніфер Арнольд                    | Алекс Стрейкер   | 30 липня 2025 року      |
| 16 | 8                  | «Вона знає» «She Knows»                                      | Джон Хардвік                         | Кетрін Джейквейс | 6 серпня 2025 року      |

## Виробництво

### Розвиток
У червні 2022 року було оголошено, що Apple TV+ замовила серіал у Forge, а Кетрін Джейквейс повинна стати головним сценаристом, а Сюзанна Вайт — головним режисером. Джейквейс і Вайт також повинні стати виконавчими продюсерами серіалу разом із Бет Вілліс та Джорджем Фабером з Forge.

### Кастинг
Акторський склад був включений до оголошення про замовлення серіалу: Крістін Фросет, Аліша Бо, Джозі Тотах, Обрі Ібраг, Імоджен Вотерхаус та Міа Тріплтон мали зіграти головні ролі мисливиць. У липні 2023 до акторського складу були включені Крістіна Гендрікс, Джош Ділан, Барні Фішвік, Гай Реммерс та Метью Брум. Сімона Кірбі приєдналася до акторського складу в жовтні на роль наглядачки дівчат.
У грудні 2023 року було підтверджено, що основний акторський склад повернеться у другому сезоні. У жовтні 2024 року до акторського складу приєдналася Лейтон Містер. Грег Вайз, Марія Алмейда, Грейс Амброуз та Джейкоб Іфан були включені у грудні.

### Знімання
Основні знімання першого сезону розпочалися у березні 2022 року в Мадриді та продовжилися в червні в Шотландії, виробництво проходило на студії Pyramids у Західному Лотіані; Глазго уособлював собою Нью-Йорк 1870-х років. Актори та знімальна група були помічені на зйомках поблизу міських палат Глазго в липні.

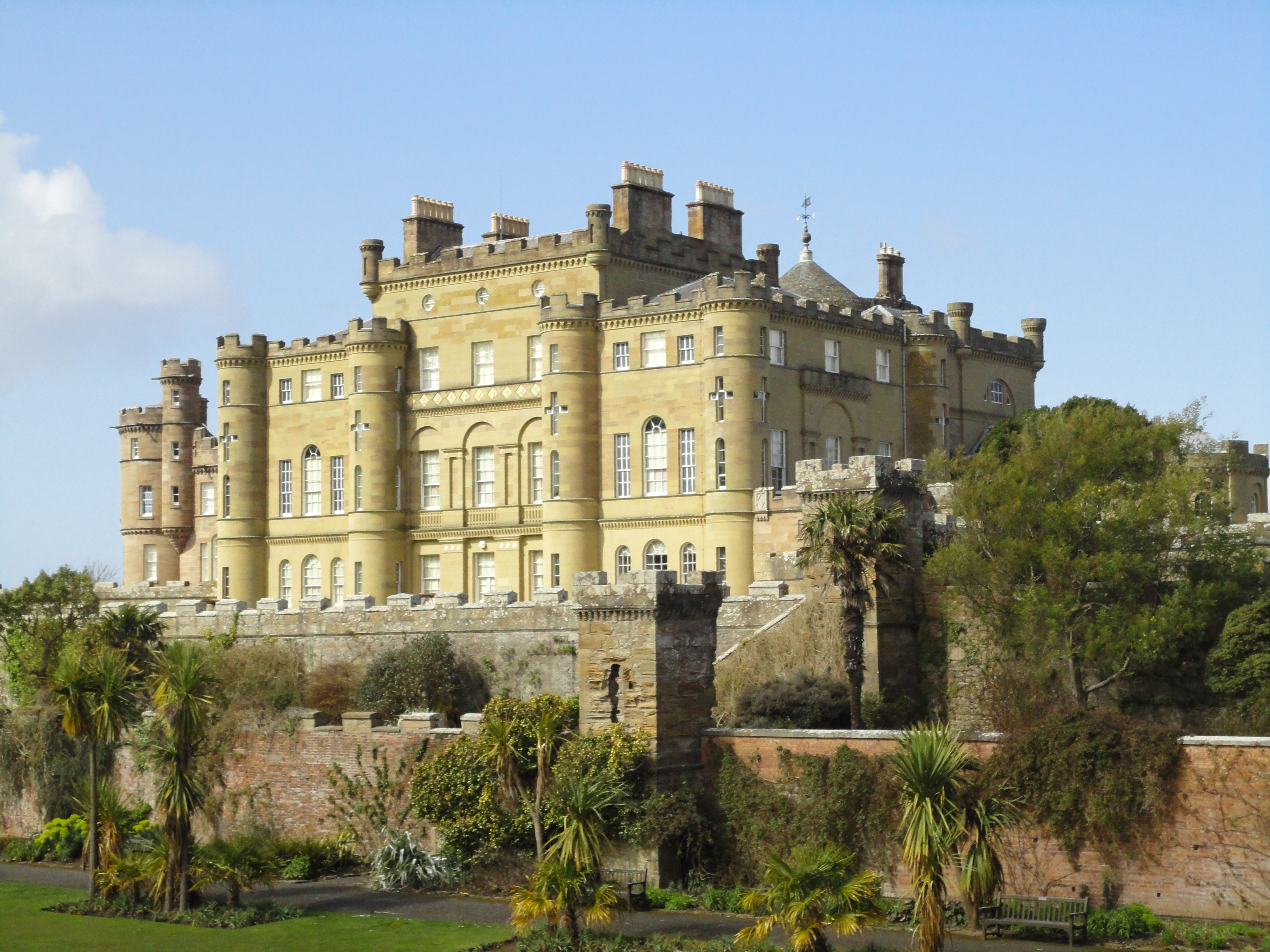
Замок Калейн

Серед величних маєтків, що використовувалися для зйомок, були замок Калейн (який заміняв частину замку Тінтагель), будинок Ньюгейлс (інтер'єр тераси Брайтлінгсі), будинок Госфорд (особняк Клоссон), будинок Хоуптаун (інтер'єр Тінтагеля та частина Брайтлінгсі) та замок Драмланріг (частина замку Тінтагель). Освітній інститут Шотландії також слугував екстер'єром георгіанської тераси Брайтлінгсі. Бал у Тінтагелі відбувається в монастирі Університету Глазго. Керолсайд використовувався для Раннімед у Сурреї, а Стічілл Лінн використовувався для водоспаду на території. Голова Святого Аббатства використовувалася для узбережжя Корнуоллу, а пляжна сцена, де зустрічаються Нен і Тео, була знята в Сікліффі.
Повідомляється, що знімання другого сезону тривало в Шотландії станом на травень 2024 року.

## Музика
Повністю жіночий саундтрек для шоу був створений музичним продюсером Стеллою Мозгавою.

## Сприйняття
Агрегатор відгуків Rotten Tomatoes повідомив про рейтинг схвалення 77% із середнім рейтингом 6,30/10, заснований на 43 відгуках. Критичний консенсус вебсайту говорить: «Анахронізм до краю та захоплення, «Мисливиці» – це феміністична та легковажна насолода для шанувальників історичної пишноти». Metacritic, який використовує середньозважене значення, присвоїв серіалу 71 бал зі 100, заснований на відгуках 20 критиків, що вказує на «загалом схвальні відгуки».